# Вільна частинка
Вільні частинки — термін, який уживається в фізиці для позначення частинок, які не взаємодіють з іншими тілами, а, отже мають тільки кінетичну енергію.
Сукупність вільних частинок утворює ідеальний газ.
Незважаючи на простоту означення, в фізиці поняття вільної частинки відіграє дуже велику роль, оскільки рівняння руху повинні перш за все задовольнятися для вільних частинок.

## Класична механіка
У класичній фізиці вільна частинка зберігає свою швидкість у інерціальній системі відліку. Це твердження є першим законом Ньютона.
Кінетична енергія вільної частинки задається формулами
- {\displaystyle T={\frac {mv^{2}}{2}}}, де m — маса частинки, у нерелятивістському випадку
- {\displaystyle T={\frac {mvc}{\sqrt {1-v^{2}/c^{2}}}}}, де с — швидкість світла, у релятивістському випадку.

## Нерелятивістська квантова механіка
Квантові частинки описуються  рівнянням Шредінгера
{\displaystyle i\hbar {\frac {\partial \psi }{\partial t}}=-{\frac {\hbar ^{2}}{2m}}\Delta \psi }
Розв'язки цього рівняння даються суперпозицією хвильових функцій, які мають вигляд
{\displaystyle \psi _{\mathbf {k} }=A_{\mathbf {k} }e^{i\mathbf {k} \cdot \mathbf {r} -itE/\hbar }},
де
{\displaystyle E={\frac {\hbar ^{2}k^{2}}{2m}}},
{\displaystyle A_{\mathbf {k} }} — будь-яке комплексне число.
Хвильовий вектор {\displaystyle \mathbf {k} } є для вільної квантовомеханічної частинки квантовим числом.
Вільна квантова частинка може перебувати в стані з строго визначеним хвильовим вектором. Тоді її імпульс теж строго визначений і дорівнює {\displaystyle \mathbf {p} =\hbar \mathbf {k} }.  В такому випадку енергія частинки теж визначена й дорівнює E. Проте, квантова частинка може перебувати також у змішаному стані, в якому ні імпульс, ні енергія не визначені.

## Релятивістська квантова частинка
Релятивістські квантові частинки описуються різними рівняннями руху, в залежності від типу частинок. Для електронів і водночас їхніх античастинок позитронів справедливе рівняння Дірака. У стані з визначеним значенням імпульсу p енергія частинок дорівнює 
{\displaystyle E=\pm c{\sqrt {m^{2}c^{2}+p^{2}}}},
де знак + відповідає електрону, а знак - відповідає позитрону. Для релятивістського електрона з'являється також додаткове квантове число — спін.
Інші частинки описуються своїми специфічними рівняннями, наприклад безспінова частинка описується рівнянням Клейна — Ґордона, фотони — рівняннями Максвелла тощо.